# (seven)⁷
(seven)⁷是香港歌手林家謙的第2張個人專輯，收錄7首歌曲屬於迷你專輯，於2021年12月3日數位發行，實體專輯延後一周上市。專輯收錄7首全由7個字組合而成的歌曲，實體專輯分「白日夢遊」及「夜光漫遊」兩種封面版本，整張專輯呈現林家謙的幻想世界。

## 製作
此張專輯正確來說，收錄的是6首歌加1首曲，愛因斯坦羅森橋是1:38的純音樂間奏，林家謙藉由F大調和68BPM營造虫洞的氛圍，安排在第4首作為轉場串起神奇的糊塗魔藥和時光倒流一句話。
第1首特倫斯夢遊仙境是專輯裡最早於2020年數位發行，歌曲名命題直接，特倫斯是林家謙英文名字的中文音譯，這首曲是在第1張專輯推出後釋出，舞曲風格的節奏得見林家謙有別以往的企圖心，歌詞和數位單曲封面整體呈現如愛麗絲掉進兔子洞的奇幻風格，單曲封面由插畫家The Odd Little World及動畫師Sundae Service合作，MV以繪本動畫風格的方式呈現歌曲意境。
難道喜歡處女座由林家謙的星座出發，歌詞探尋理解星座是否真能成為愛情的神奇工具，這首歌做了兩個版本，派台版本是130BPM輕快節奏，歌曲長度是剛剛好的3:09，放在專輯第6首的是172BPM節奏抒情略帶藍調的緩慢版。黃偉文填的詞令處女座樂迷非常滿意，不過卻引起其他星座的樂迷不滿，紛紛要求星座必須盡數補上。另外由林家謙和鍾雪瑩共同演出動畫真人版。
神奇的糊塗魔藥林家謙與雷柏熹合作編曲，以管樂編排為歌曲引入歡樂氣氛，林家謙自己填的歌詞發想以「難得糊塗」的人生哲學出發，探討「精明真的重要嗎」，林家謙的佛系哲學甚至是，這首單曲即將數位發行的前兩天才決定歌名。時光倒流一句話同樣是黃偉文填的詞，歌詞描述了如果沒有說出口的那句話，時間線不能回頭可能的遺憾。在空中的這一秒是林家謙先給楊千嬅的余春嬌拿回來重新填詞編曲，林家謙說明有幾首先給出去的歌都有想要重新演繹的想法，而這首林家謙覆寫成虛無飄渺的空中遊歷，為這張迷你專輯收尾。

## 曲目
| CD       | CD                         | CD       | CD                     | CD            | CD                       | CD    |
| 曲序     | 曲目                       |          | 编曲                   | 製作人        | 备注                     | 时长  |
| -------- | -------------------------- | -------- | ---------------------- | ------------- | ------------------------ | ----- |
| 1.       | 特倫斯夢遊仙境             | Oscar    | Vigilant Nation 林家謙 | 周錫漢 林家謙 |                          | 3:44  |
| 2.       | 難道喜歡處女座             | 黃偉文   | 林家謙                 | 林家謙        |                          | 3:09  |
| 3.       | 神奇的糊塗魔藥             | 林家謙   | 林家謙 雷柏熹          | 林家謙        |                          | 3:23  |
| 4.       | 愛因斯坦羅森橋             |          | 林家謙                 |               | 純音樂                   | 1:38  |
| 5.       | 時光倒流一句話             | 黃偉文   | 林家謙                 | 林家謙 許創基 |                          | 4:14  |
| 6.       | 難道喜歡處女座 (Alter Ego) | 黃偉文   | 雷柏熹                 | 林家謙 雷柏熹 |                          | 3:37  |
| 7.       | 在空中的這一秒             | 林家謙   | 林家謙                 | 林家謙        | 楊千嬅余春嬌同曲異詞作品 | 3:46  |
| 总时长： | 总时长：                   | 总时长： | 总时长：               | 总时长：      | 总时长：                 | 23:31 |

## 商業表現
作為凡事一手包辦的獨立音樂人，上市第一天親自送海報至唱片行，此次林家謙另外開設網路平台管道完整自作自售流程，親自為歌迷打包寄貨。實體專輯銷售成績連續23周登上香港唱片商會唱片銷量榜，林家謙回饋歌迷於2022年5月21日舉辦個人首場專輯簽名會，想參加的歌迷寫下對於此專輯的感想，由林家謙挑選將近500位歌迷面對面。
獎項方面，時光倒流一句話獲得兩個獎項，分別是第一屆PMA音樂獎「年度十大非華語歌曲」，以及2021年度新城勁爆頒獎禮「勁爆歌曲」。神奇的糊塗魔藥同樣獲得兩個獎項，2021年度叱咤樂壇流行榜頒獎典禮「專業推介叱咤十大」第五位和2021年度JOOX TOP聽推介全年榜「年度TOP聽推介本地歌曲」第七位。

## 外部連結
- 《SEVEN》官方網站 （页面存档备份，存于）
- . TNL關鍵評論. 2022-08-31  [2025-07-27] （中文（臺灣））.